# Fundació d'Estudis Llibertaris i Anarcosindicalistes
La Fundació d'Estudis Llibertaris i Anarcosindicalistes (FELLA), de nombre en catalán, es una fundación cultural de fomento al anarcosindicalismo, ubicada en Barcelona, España. Fue creada por los sindicatos de la Confederación Nacional del Trabajo de Cataluña en febrero de 1990 con el fin de preservar los archivos de la CNT catalana y funcionar como espacio de participación abierto para el encuentro con otras entidades y colectivos del anarquismo y anarcosindicalismo manteniendo contactos periódicos para la realización de actividades conjuntas.
Sus estatutos establecen un funcionamiento democrático directo, en el cual influyen tanto los afiliados sindicales como los miembros afiliados a la biblioteca pero no a sindicato alguno. La organización dispone de una biblioteca, hemeroteca (donde por ejemplo se encuentran los números de Solidaridad Obrera publicados desde 1975), videoteca y archivo orgánico sindical, abiertos a quienes soliciten su consulta. Además ha organizado actividades y publicado boletines. 